# Địa lý Đức

Vị trí của Đức

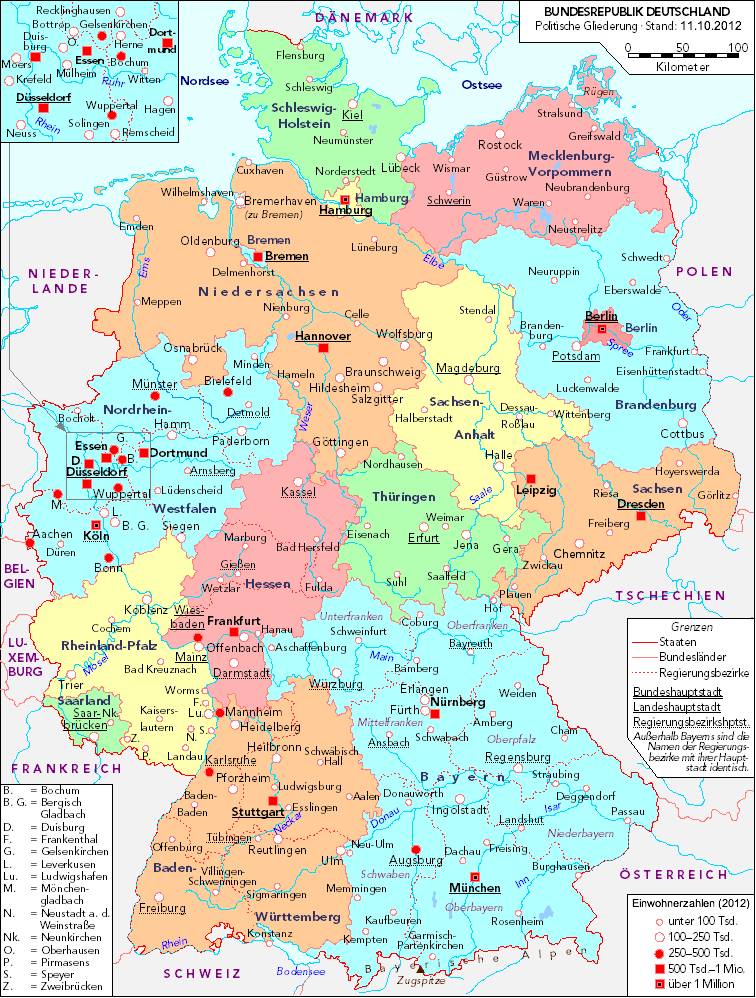
Bản đồ tổng thể Đức

Đức là một quốc gia tại Trung Âu, trải dài từ dãy Alpen, qua đồng bằng Bắc Âu đến biển Bắc và biển Baltic. Đức là quốc gia có dân số đông thứ hai và diện tích lớn thứ 7 châu Âu. Lãnh thổ của Đức rộng 357.021 km2 (137.847 dặm vuông Anh), trong đó bao gồm 349.223 km2 (134.836 dặm vuông Anh) diện tích đất và 7.798 km2 (3.011 dặm vuông Anh) mặt nước.
Đức có các đỉnh núi cao trên dãy Alpen, trong đó có đỉnh cao nhất: Zugspitze có cao độ 2.962 mét (9.718 ft) ở phía nam đến bờ biển Bắc (Nordsee) ở Tây Bắc và biển Baltic (Ostsee) ở Đông Bắc. Vùng núi rừng nằm ở trung bộ nước Đức và vùng đất thấp ở phía bắc (điểm thấp nhất: Neuendorf-Sachsenbande ở 3,54 mét (11,6 ft) dưới mức nước biển), một số sông chính của châu Âu chảy qua nước Đức La Rhine, Danube và Elbe.
Đức có biên giới với 9 quốc gia châu Âu, chỉ xếp thứ hai sau Nga: Đan Mạch ở phía bắc, Ba Lan và Cộng hòa Séc ở phía đông, Áo và Thụy Sĩ ở phía nam, Pháp ở phía tây nam và Bỉ, Luxembourg và Hà Lan ở phía tây.

## Khu vực
Đức nằm ở Tây và Trung Âu, giáp với Đan Mạch ở phía bắc, Ba Lan và Cộng hòa Séc ở phía đông, Áo và Thụy Sĩ ở phía nam, Pháp và Luxembourg ở tây nam, Bỉ và Hà Lan ở tây bắc. Hầu như nằm giữa 47° và 55° vĩ Bắc (đỉnh của Sylt nằm ở phía bắc 55°), và từ 5° đến 16° kinh Đông. Diện tích là 357.021 km2 (137.847 dặm vuông Anh), trong đó gồm 349.223 km2 (134.836 dặm vuông Anh) diện tích mặt đất và 7.798 km2 (3.011 dặm vuông Anh) mặt nước. Đức là quốc gia có diện tích lớn thứ 7 tại châu Âu và lớn thứ 62 trên thế giới.

### Điểm cực

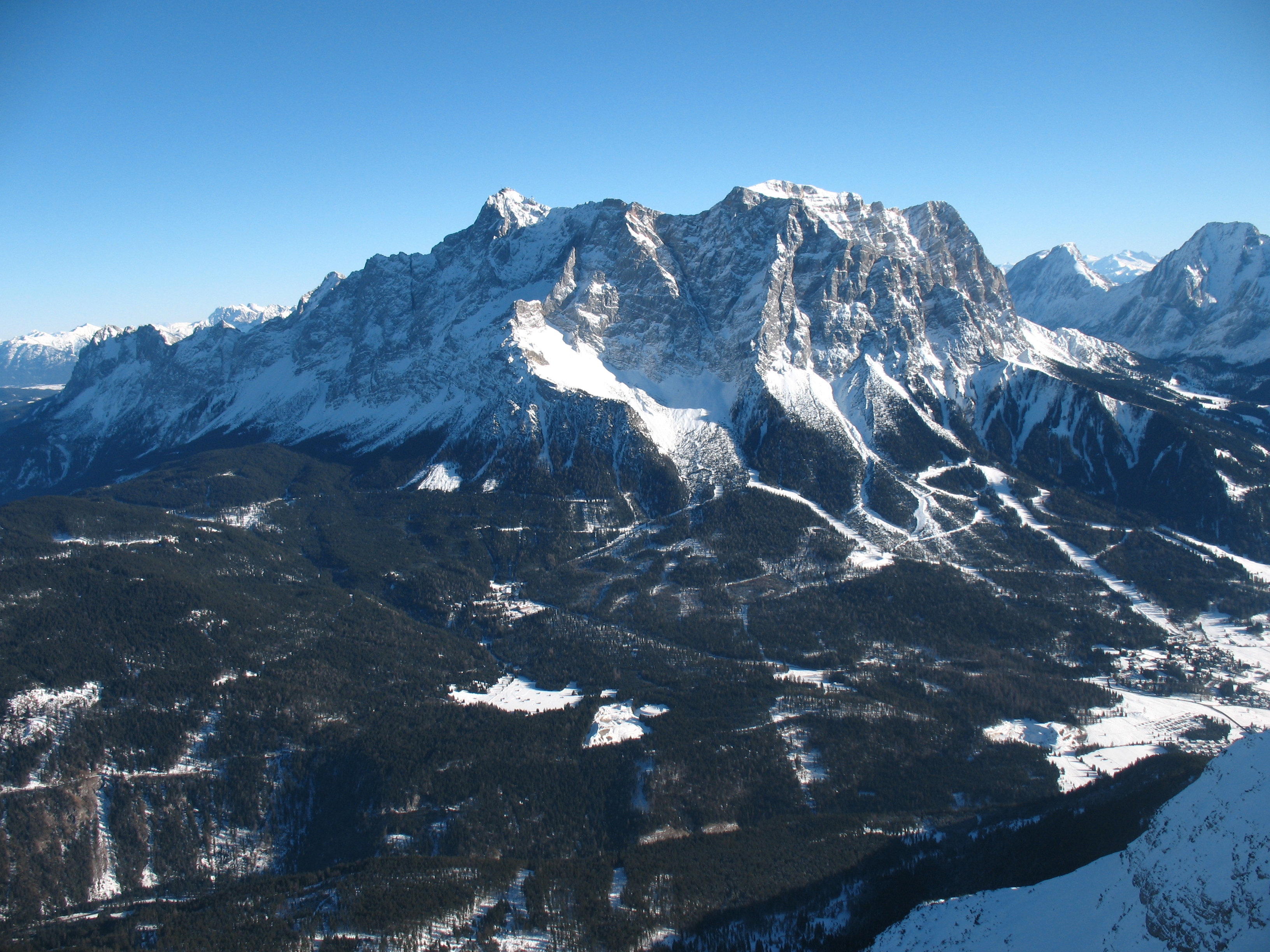
Zugspitze điểm có cao độ lớn nhất tại Đức

- Cực bắc: List, Sylt, Schleswig-Holstein 55°03′B 8°24′Đ / 55,05°B 8,4°Đ
- Điểm cực bắc trên đại lục Đức: Aventoft, Schleswig-Holstein 54°54′B 8°49′Đ / 54,9°B 8,817°Đ
- Điểm cực nam: Haldenwanger Eck, Oberstdorf, Bayern 47°16′12,39″B 10°10′41,95″Đ / 47,26667°B 10,16667°Đ
- Điểm cực tây: Isenbruch, Selfkant, Nordrhein-Westfalen 51°1′B 5°53′Đ / 51,017°B 5,883°Đ
- Điểm cực đông: Deschka, Neißeaue, Sachsen 51°16′B 15°2′Đ / 51,267°B 15,033°Đ
- Điểm thấp nhất: Wilstermarsch 3,53 m dưới mực nước biển 53°57′48″B 9°19′05″Đ / 53,96333°B 9,31806°Đ
- Điểm cao nhất: Zugspitze (tại Alpen Bayern, 2.962 m 47°25′B 10°59′Đ / 47,417°B 10,983°Đ

### Chủ quyền biển
- Thềm lục địa sâu 200 m hay độ sâu khai thác
- Vùng đặc quyền kinh tế: 200 nmi (370,4 km; 230,2 mi). Vùng đặc quyền kinh tế chính xác dựa vào hiệp định với các nước láng giềng.
- Lãnh hải: 12 nmi (22,2 km; 13,8 mi)

## Đặc điểm địa lý

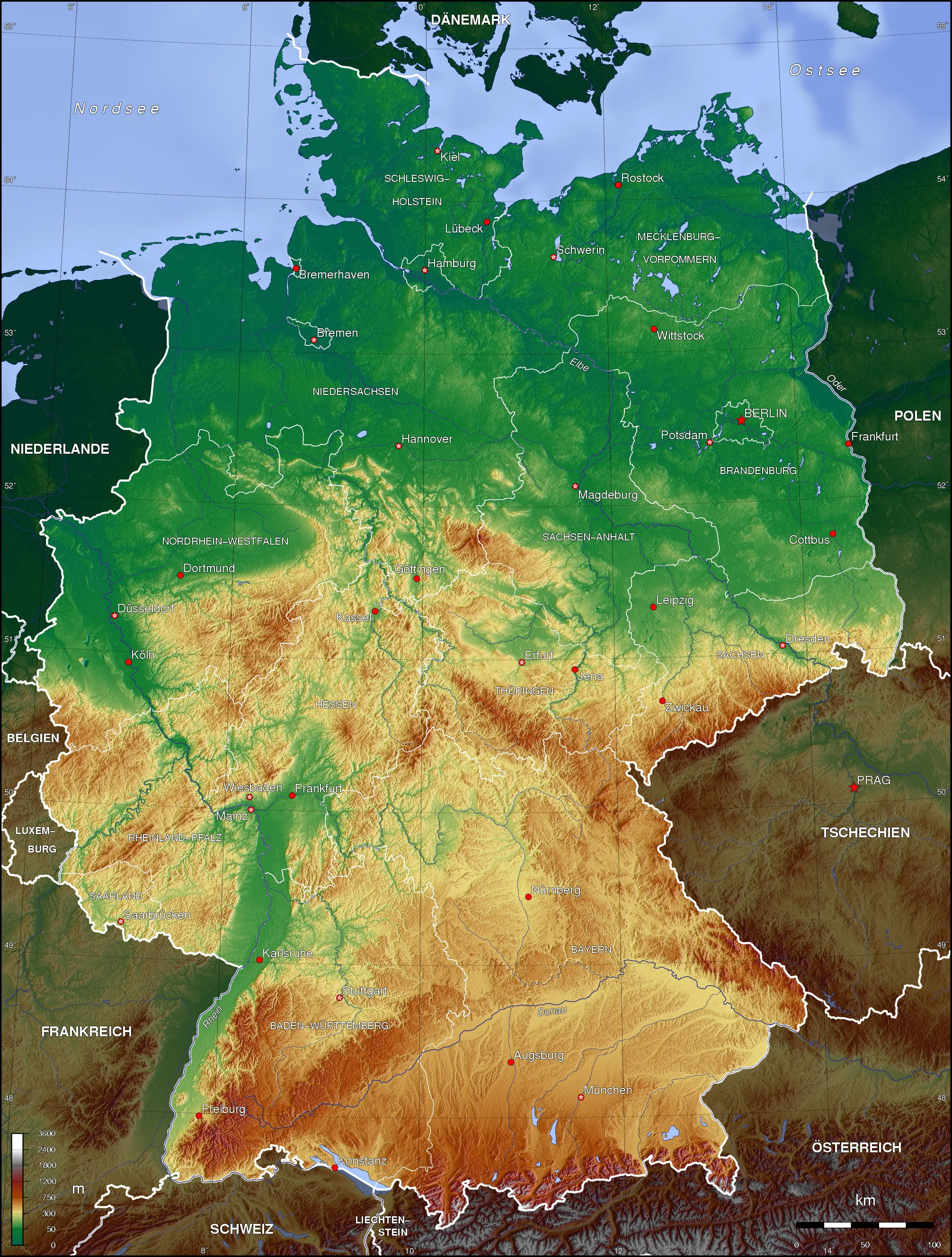
Bản đồ địa hình Đức

Một phần ba phía bắc đất nước nằm trên đồng bằng Bắc Âu, với địa hình bằng phẳng và có các dòng sông chảy theo hướng bắc như Elbe, Ems, Weser, Oder. Các vùng đất ngập nước và đầm lầy nằm gần biên giới với Hà Lan và dọc theo bờ biển Friesland. Vùng Mecklenburg có nhiều hồ được tạo thành từ các sông bằng có niên đại từ thời kỳ băng hà cuối.
Về phía nam, vùng trung bộ nước Đức có địa hình gồ ghề và các dãy núi, một số trong đó hình thành dãy núi lửa hoạt động từ thời cổ đại. Thung lũng Rhine cắt qua phần phía tây của khu vực này. Vùng cao trung tâm tiếp tục kéo dài về phía đông và bắc xa đến tận Saale và hòa với dãy núi Ore trên biên giới với Cộng hòa Séc. Khu vực vùng cao bao gồm Eifel, Hunsrück và Rừng Pfalz phía tây của Rhine, Vùng đồi Taunus ở phía bắc Frankfurt, khối núi Vogelsberg, Rhön, và Rừng Thüringer. Phía nam Berlin, phần đông-trung của đất nước giốn với vùng thấp ở phía bắc hơn, với đất cát và các vùng đất ngập nước như tại Spreewald.
Địa mạo nam bộ nước Đức được xác định với các vùng đồi tuyến tính và các dãy núi như như hai dãy cổ là Schwäbische Alb và Fränkische Alb (từ nguồn sông Donau ở tây nam Baden-Württemberg, nam Stuttgart, qua Schwaben đến Mittelfranken và tới thung lũng Main) và Rừng Bayern dọc theo biên giới giữa Bayern và Cộng hòa Séc. Alpen ở biên giới phía nam là một dãy núi núi, song địa hình tại Đức tương đối thấp hơn (tại đông nam Schwaben và Thượng Bayern) so với ở Áo và Thụy Sĩ. Rừng Đen, nằm trên biên giới tây nam với Pháp, phân tách Rhine với thượng nguồn Donau trên sườn núi phía đông.

### Khí hậu
Nước Đức có khí hậu ôn đới và đại dương, với mùa đông mát, u ám và ẩm và đến mùa hè thỉnh thỏang có luồng gió phơn ấm thổi từ phương nam. Phần lớn nước Đức nằm trong vùng khí hậu mát/ôn hòa trong đó gió tây ẩm chiếm ưu thế. Ở tây bắc và bắc, khí hậu mang tính đại dương rất cao và có mưa quanh năm. Mùa đông tương đối êm dịu và mùa hè tương đối mát mẻ. Ở phía đông, khí hậu mang đặc tính lục địa rõ rệt hơn; mùa đông có thể rất lạnh và kéo dài, mùa hè có thể rất ấm áp và thường có một khoảng thời gian khô hạn.
Phần trung tâm và phía nam có khí hậu chuyển tiếp và tùy thuộc vào vị trí, có thể chủ yếu mang tính đại dương hay lục địa. Mùa đông khá êm dịu và mùa hè có xu hướng mát mẻ, mặc dù nhiệt độ tối đa có thể lên tới 30 °C (86 °F) trong vài ngày do ảnh hưởng của các dãy sóng nhiệt. Những ấm sáp nhất nước Đức nằm ở vùng tây nam. Mùa hè ở vùng này có thể nóng với nhiều ngày có nhiệt độ trên 30 °C (86 °F). Đôi khi nhiệt độ tối thấp không xuống dưới 20 °C (68 °F), tương đối hiếm tại các khu vực khác.

### Sử dụng đất

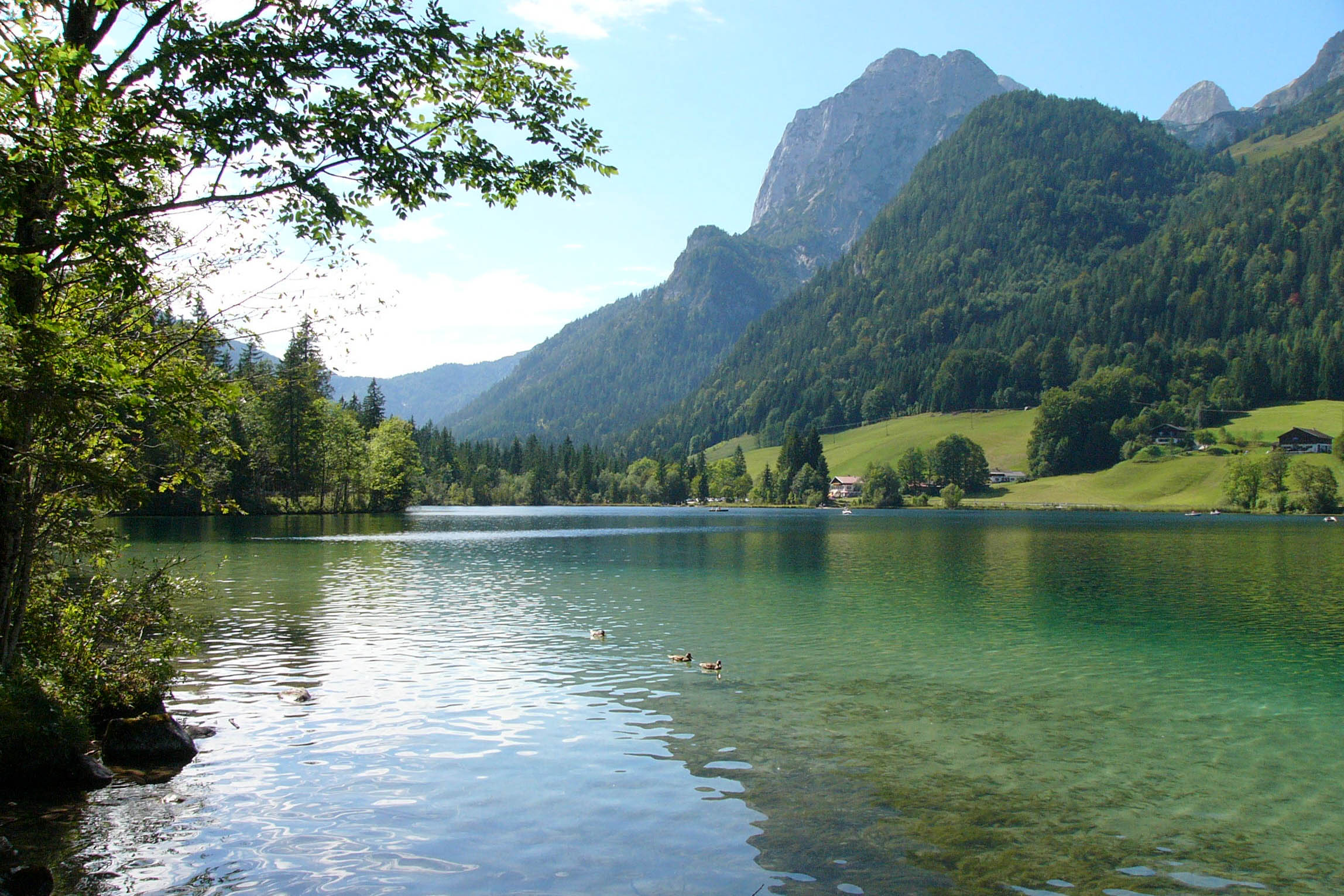
Phong cảnh Alpen tại Bayern

Đức có diện tích 357.021 km², trong đó 4.750 km² dùng để làm thủy lợi và 7.798 km² là diện tích mặt nước, hồ lớn nhất đất nước là Bodensee (tổng diện tích 536 km², với 62% bờ hồ thuộc Đức), Müritz (117 km²) và Chiemsee (80 km²). Phần lớn diện tích nước Đức là đất trồng (33%) hay đất rừng và rừng (31%). Chỉ 15% là đồng cỏ thường xuyên.
Đức có 2.389 km bờ biển, và chiều dài đường biên là 3.621 km (theo chiều kim đồng hồ từ phía bắc: Đan Mạch 68 km, Ba Lan 456 km, Cộng hòa Séc 646 km, Áo 784 km, Thụy Sĩ 334 km, Pháp 451 km, Luxembourg 138 km, Bỉ 167 km, Hà Lan 577 km).

### Sông
Các con sông chính tại Đức là:

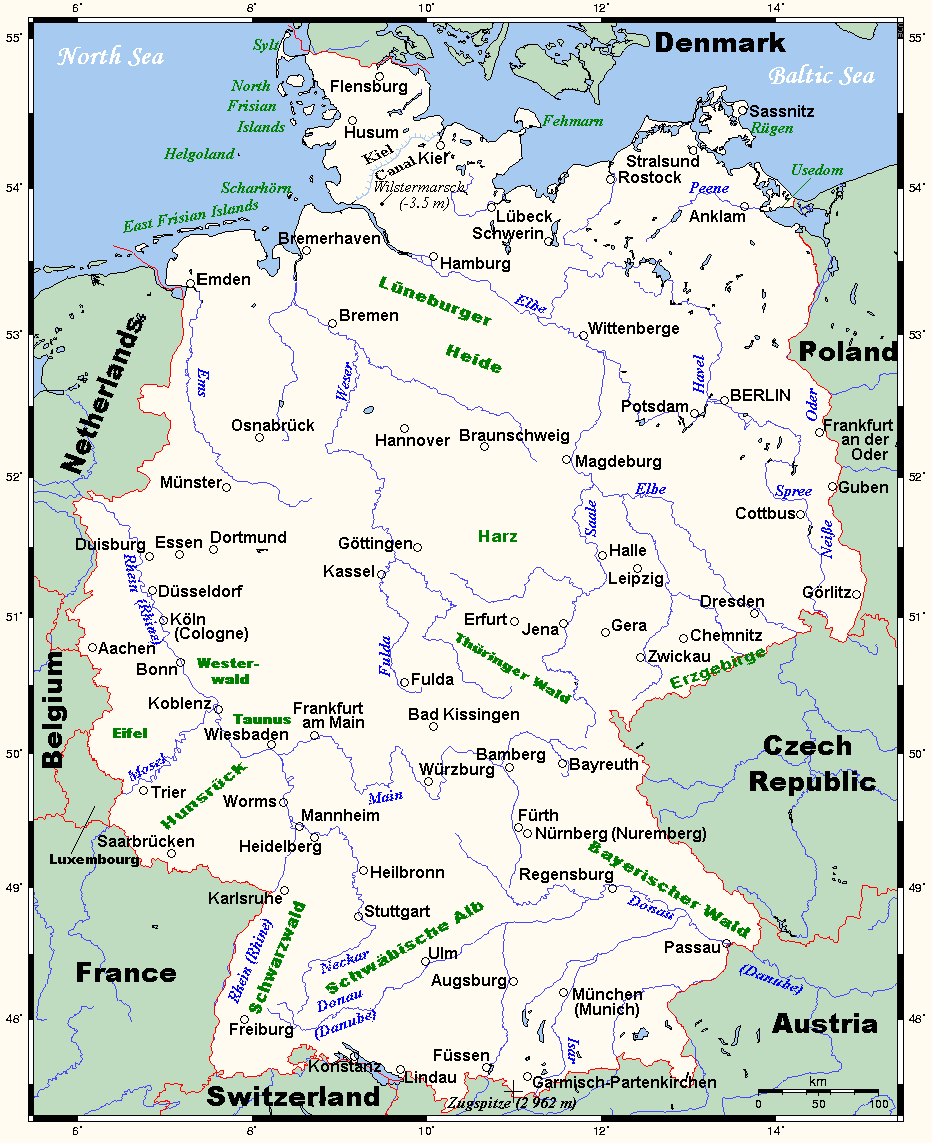
Các dòng sông chính tại Đức

- Rhine (Rhein trong tiếng Đức) với phần nằm trên lãnh thổ Đức là 865 km (các chi lưu chính là Neckar, Main và Moselle (Mosel));
- Elbe với phần nằm trên lãnh thổ Đức là 727 km và,
- Danube (Donau) với phần nằm trên lãnh thổ Đức là 687 km.

Một số con sông quan trọng khác là Isar ở đông nam, Main ở trung bộ, Neckar ở tây nam, và Weser ở phía bắc.

## Môi trường
Phát thải từ việc đốt than và các ngành công nghiệp đã khiến không khí bị ô nhiễm; mưa axít, kết quả của việc phát thải lưu huỳnh điôxit, đã làm tổn hại đến các cánh rừng; ô nhiễm ở biển Baltic bắt nguồn từ nước thải thô và nước thải công nghiệp từ các côn sông ở miền đông nước Đức; để xử lý chất thải nguy hại; chính quyền đã thông báo ý định chấm dứt việc sử dụng năng lượng hạt nhân để sản xuất điện năng; chính quyền cũng làm việc để đáp ừng các cam kết của EU trong việc xác định các khu bảo tồn thiên nhiên phù hợp với môi trường sống của các loài thực vật, động vật.

### Động thực vật
Xét về Địa lý thực vật, Đức nằm giữa các tỉnh châu Âu Đại Tây Dương và Trung Âu trong vùng Quanh miệng của Vương quốc Phương bắc. Lãnh thổ Đức có thể chia thành hai vùng sinh thái: Rừng hỗ tạp vùng núi châu Âu-Đại Tây Dương và Thềm lục địa Đại dương Đông Bắc-Đại Tây Dương. Phần lớn nước Đức là đất trồng (33%) hay đất rừng (31%). Chỉ 15% là các đồng cỏ lâu dài.
Các loài thực vật và động vật thường tương đồng với khu vực Trung Âu. Sồi, và các loài cây rụng lá theo mùa khác chiếm một phần ba diện tích rừng; diện tích cây lá kim đang gia tăng do kết quả của việc trồng rừng. Các cây vân sam và linh sam chiếm ưu thế ở khu vực đồi núi, trong khi thông và thông rụng lá mọc ở những vùng đất cát. Có nhiều loài dương xỉ, hoa, nấm và rêu. Cá có nhiều trong các con sông và ở biển Bắc. Các loài động vật hoang dã gồm hươu nai, lợn rừng, cừu hoang, cáo, lửng, thỏ, và một số lượng nhỏ hải ly. Nhiều loài chim qua nước Đức vào mùa xuân và mùa thu.
Các vườn quốc gia tại Đức bao gồm các vườn quốc gia biển Wadden, vườn quốc gia Jasmund, Vườn quốc gia khu vực phá Tây Pomerania, Vườn quốc gia Unteres Odertal, Vườn quốc gia Harz, Vườn quốc gia Müritz, vườn quốc gia Saxon Thụy Sĩ và Vườn quốc gia rừng Bayern.
Đức có nhiều sở thú, các công viên động vật hoang dã, và các vườn chim. Trên 400 sở thú và vườn động vật đã đăng ký đang hoạt động tại Đức, được cho là lớn hơn bất kì quốc gia nào trên thế giới. Vườn Động vật Berlin là sở thú lâu đới nhất tại Đức và hiện là nơi trưng bày bộ sưu tập toàn diện nhất về các loài trên thế giới.

## Địa lý Nhân khẩu

### Nhân khẩu

Mật độ dân số

Với ước tính 81,8 triệu người vào tháng 1 năm 2010, Đức là quốc gia đông dân nhất Liên minh châu Âu và là nước đông dân thứ 15 trên thế giới. Mật độ dân số của Đức là 229,4 người/km². Quỹ Dân số Liên Hợp Quốc liệt Đức là nước có số người nhập cư cao thứ ba toàn cầu, khoảng 20% dân số Đức không có hộ chiếu Đức hoặc là hậu duệ của những người nhập cư.

### Hành chính
Đức bao gồm 16 bang được gọi là Länder. 
Mỗi bang đều có hiến pháp riêng của mình và phần lớn được tự trị về mặt tổ chức nội bộ. Có sự khác biệt về diện tích và dân số, đặc biệt là giữa các bang thành phố (Stadtstaaten) và các bang có lãnh thổ lớn (Flächenländer). Để phục vụ cho mục đích hành chính, 5 bang là Baden-Württemberg, Bayern, Hessen, Nordrhein-Westfalen và Sachsen, có tổng cộng 22 khu hành chính (Regierungsbezirke). Đến năm 2009, Đức được chia thành 403 Kreise ở cấp khu tự quản, trong đó có 301 huyện và 102 quận.
|    | Bang                   | Thủ phủ     | Diện tích (km²) | Dân số(2)  |
| -- | ---------------------- | ----------- | --------------- | ---------- |
| 1  | Baden-Württemberg      | Stuttgart   | 35.751,65       | 10.717.000 |
| 2  | Bayern                 | München     | 70.549,19       | 12.444.000 |
| 3  | Berlin                 | (1)         | 891,75          | 3.388.000  |
| 4  | Brandenburg            | Potsdam     | 29.477,16       | 2.568.000  |
| 5  | Bremen                 | Bremen(1)   | 404,23          | 663.000    |
| 6  | Hamburg                | (1)         | 755,16          | 1.735.000  |
| 7  | Hessen                 | Wiesbaden   | 21.114,72       | 6.098.000  |
| 8  | Mecklenburg-Vorpommern | Schwerin    | 23.174,17       | 1.720.000  |
| 9  | Niedersachsen          | Hannover    | 47.618,24       | 8.001.000  |
| 10 | Nordrhein-Westfalen    | Düsseldorf  | 34.042,52       | 18.075.000 |
| 11 | Rheinland-Pfalz        | Mainz       | 19.847,39       | 4.061.000  |
| 12 | Saarland               | Saarbrücken | 2.568,65        | 1.056.000  |
| 13 | Sachsen                | Dresden     | 18.414,82       | 4.296.000  |
| 14 | Sachsen-Anhalt         | Magdeburg   | 20.445,26       | 2.494.000  |
| 15 | Schleswig-Holstein     | Kiel        | 15.763,18       | 2.829.000  |
| 16 | Thüringen              | Erfurt      | 16.172,14       | 2.355.000  |

- (1) Tiểu bang Berlin và Hamburg chỉ bao gồm thành phố cùng tên; Bremen cũng được xem là bang thành phố mặc dầu còn thành phố Bremerhaven cũng thuộc về bang Bremen.
- (2) Thời điểm: 31 tháng 12 năm 2004.

### Đô thị hóa
Đức có một số thành phố lớn; trong dó, đông dân nhất là: Berlin, Hamburg, München, Köln, Frankfurt, và Stuttgart. Khu thành phố lớn nhất là vùng Rhine-Ruhr (12 triệu dân), bao gồm Düsseldorf (thủ phủ Nordrhein-Westfalen), Köln, Essen, Dortmund, Duisburg, và Bochum.